# Liste des polders des Pays-Bas
Cet article liste les principaux polders des Pays-Bas.

## Polders de l'IJsselmeer
- Flevopolder
  - Oostelijk Flevoland
  - Zuidelijk Flevoland
- Markerwaard, (projet non réalisé)
- Noordoostpolder
- Wieringermeer (Wieringermeerpolder)

## Polders deGroningue
- Carel Coenraadpolder
- Reiderwolderpolder

## Polders de laHollande-Septentrionale
- Anna Paulownapolder
- Beemster
- Haarlemmermeer
- Purmer
- Schermer
- Watergraafsmeer
- Wieringermeerpolder

## Polders de laHollande-Méridionale
- Nieuwenhoorn

## Polders deZélande
- Kruispolder
- Saeftinghe